# Вулиця Сєченова (Одеса)
Вулиця Сєченова — вулиця в Одесі, в історичній частині міста, від вулиці Пастера до вулиці Мечникова.

## Історія
Перша назва - провулок Різдвяний.

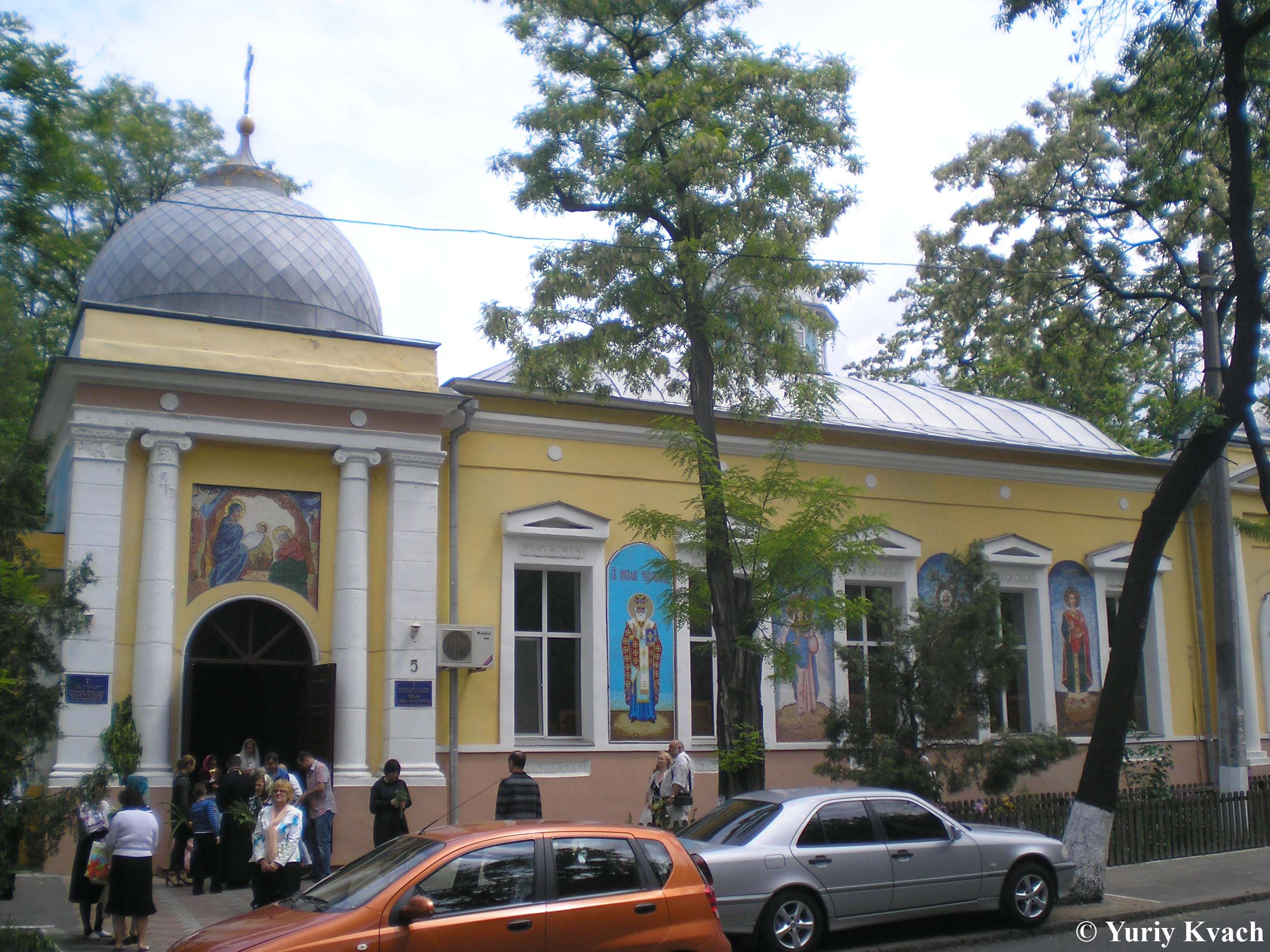
Церква Різдва Христова, вул. Пастера, 5а

Тут на початку XIX століття було заплановано зведення будівель військового госпіталю. Початковий проєкт був виконаний архітектором Тома де Томон в класичному стилі. Однак у зв'язку з браком коштів і передачею будівлі з військового відомства у відання міської думи проєкт був змінений архітекторами Джованні Фраполли і Єгором Ферстером. Тут розмістилася карантинна лікарня одеського порту, а пізніше — Перша міська лікарня.
Центральний корпус з портиком доричного ордера був завершений в 1807 році. Бічні галереї, які утворили разом з центральним корпусом анфіладу, споруджені в 1821 і 1827 роках. У правому крилі була влаштована церква Різдва Христового, по якій довколишній провулок і був названий Різдвяний.
Церква реконструйована, є соборним храмом для Одесько-Балтської єпископії Української православної церкви Київського патріархату.
Сучасна назва на згадку про Івана Михайловича Сєченова (1829—1905) — біологія, основоположника вітчизняної фізіологічної школи психофізіології, який жив і працював в Одесі в 1870—1876.

## Пам'ятки

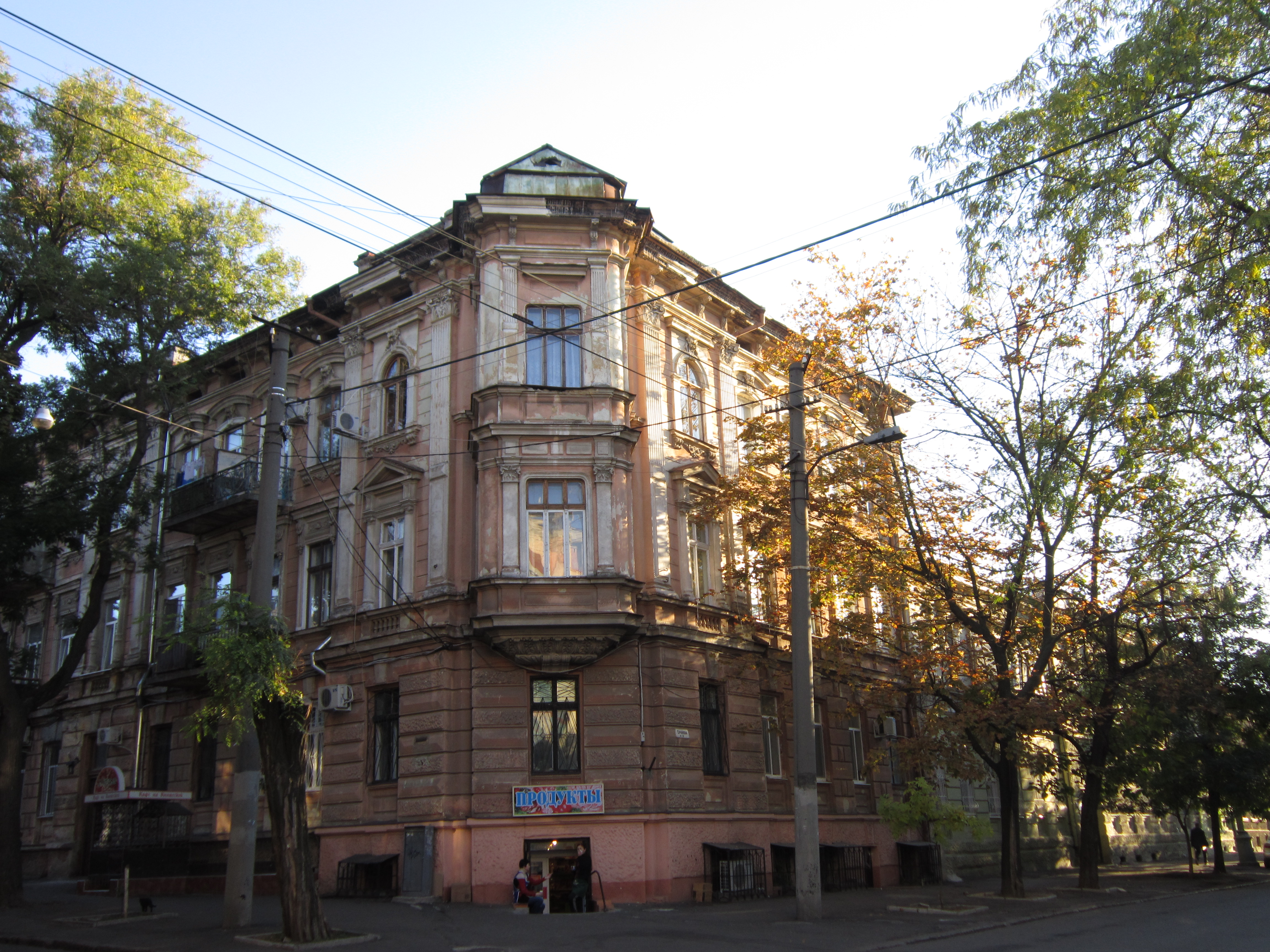
Прибутковий будинок Е. Ашкеназі

Будинок № 4 — Прибутковий будинок Е. Ашкеназі

## Відомі мешканці
Будинок № 7 — актор театру і кіно Василь Вронський (1941)